# Lo Pilar
Lo Pilar és una muntanya de 2.551,3 metres d'altitud del terme municipal d'Alins, a la comarca del Pallars Sobirà.
És al nord del poble de Tor, a la dreta del Barranc de Vallpeguera i a l'esquerra del Riu de Palomer, a migdia del Circ de Vallpeguera.